# Chiesa di San Giuliano (Axiat)
La chiesa di San Giuliano è la chiesa principale di Axiat, nel Dipartimento francese dell'Ariège, sussidiaria della Chiesa di Santa Caterina di Luzenac, nella regione dell'Occitania.

## Storia
La chiesa fu costruita nel 1020 circa in stile romanico.Il 25 gennaio 1075 fu ceduta dal conte di Foix Ruggiero II all'Abbazia di Cluny.Nel 1907 è edificio classificato dalla Base Mérimée.

## Descrizione
La chiesa ha varie vetrate con scene dell'Antico testamento, un grande altare e una cappellina laterale con lastatua della vergine col bambino.All'esterno vi è un grande portale d'ingreso e la struttura è dominata dalla torre-lanterna a 2 celle con 6 campane e trifore.

## Galleria d'immagini

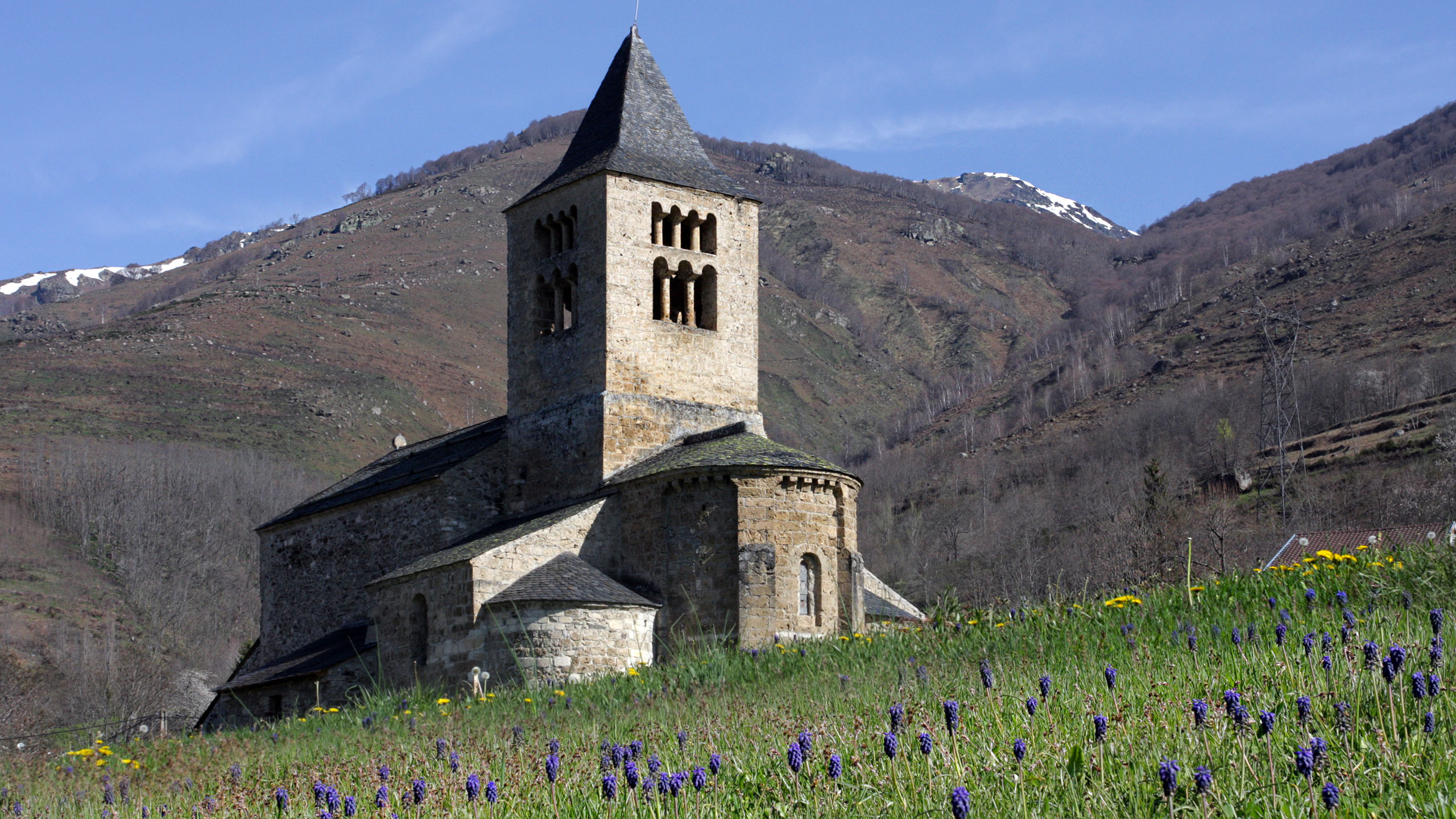
Esterni
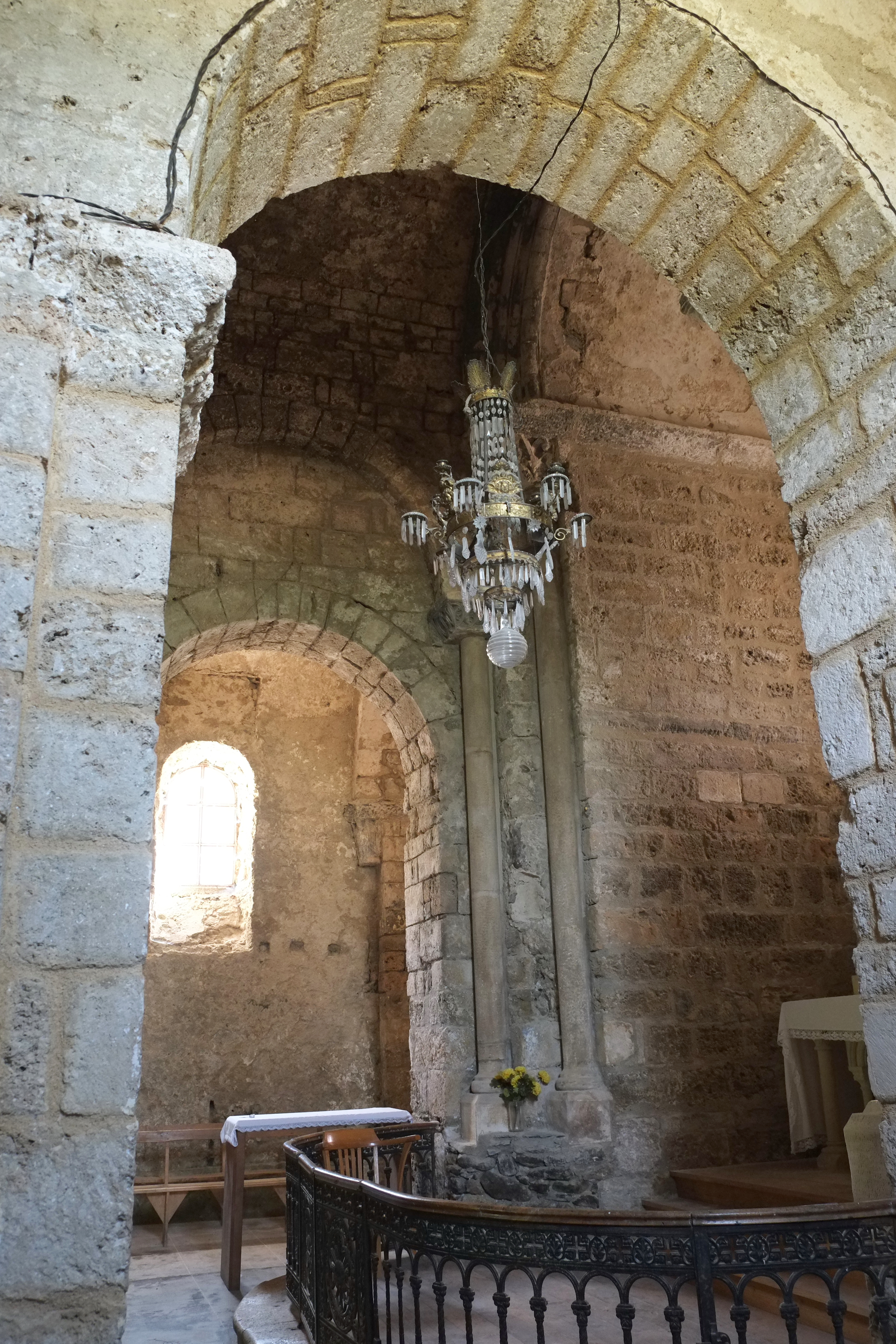
Cappella